# HMS Phoenix (1759)
HMS Phoenix (1759) — 44-пушечный двухдечный корабль. Девятый корабль Королевского флота, названный в честь легендарного Феникса. Единственный корабль, построенный по этому чертежу.

## Постройка
Заказан 5 января 1758 года. Назван HMS Phoenix 14 июня 1759 года. Спущен на воду 25 июня 1759 года. Достроен 26 июля 1759 года в Дептфорде.
Проект Слейда, датированный 5 января 1758, был заметно длиннее, чем стандартные 44-пушечные периода уложений. Отсюда появилась возможность вернуть дополнительную пару пушечных портов на опер-деке, и с 1762 года их стали использовать. Контракт, подписанный с верфью братьев Батсон 17 февраля 1758 года, предусматривал спуск на воду через 16 месяцев.

### Семилетняя война
1759 — июнь, вступил в строй, капитан Е. К. В. принц Эдуард-Август, (герцог Йоркский), позже капитан Кристофер Бетел (англ. Christopher Bethell). С эскадрой Бойза был при Дюнкерке, блокировал Баскский рейд, 21 октября 1762 года взял 24-пушечную французскую La Folle (использовалась как транспорт).

Бой 16 августа 1776

1763 — капитан Ричард Онслоу (англ. Richard Onslow), Средиземное море; в тот же год выведен в резерв и рассчитан. Снова введён в строй в июне, капитан Арчибальд Кливленд (англ. Archibald Cleveland); 24 сентября ушёл к берегам Африки, оттуда в Вест-Индию.
1765 — 19 мая ушёл с отдельной миссией в Алжир.
1766 — июнь, по смерти капитана Кливленда — коммандер Джон Макартни (англ. John Macartney), с сентября полный капитан. Выведен в резерв в сентябре, повторно введён в строй в октябре, капитан Роберт Ламберт (англ. Robert Lambert); 6 декабря ушёл в Африку, и ещё раз 3 декабря 1767 года.
1768 — капитан Джон Холуолл (англ. john Holwall). 16 декабря ушёл в Африку.
1769 — капитан Джордж Тонин (англ. George Tonyn).
1770 — октябрь, капитан Чарлз Сакстон (англ. Charles Saxton).
Выведен в резерв в январе 1771 года. Капитальный ремонт в Портсмуте с июля 1773 по ноябрь 1774 года.

### Американская революционная война

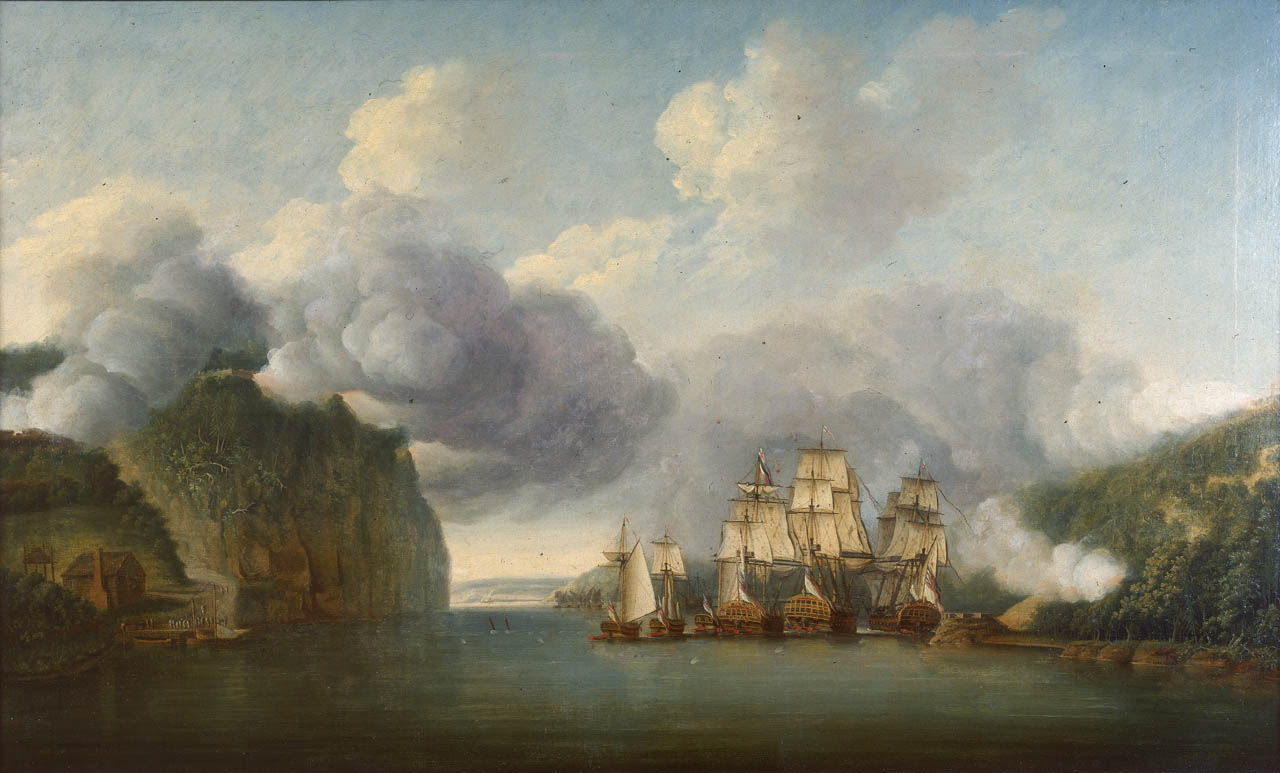
Форсирование узкости на Гудзоне, 9 октября 1776

1775 — введён в строй в июле, капитан Хайд Паркер; июль-август оснащение в Портсмуте. 14 сентября ушёл в Северную Америку.
1776 — в операциях под Нью-Йорком: 16 августа вместе с HMS Rose отбил нападение лёгкой флотилии колонистов; 9 октября в реке Гудзон, совместно с HMS Roebuck, HMS Tartar и двумя другими форсировал узкость против фортов Вашингтон и Ли, уничтожил две вооружённые галеры.
1778 — 22 июля с эскадрой вице-адмирала Хау был при Санди-Хук; с ним же 11 августа против д’Эстена. В декабре был при осаде Саванны.
1779 — май-июль, ремонт и обшивка медью в Плимуте. Летом с эскадрой Гарвея, в сентябре выходил на помощь Гернси. 25 декабря вышел с вест-индским конвоем.
4 октября 1780 года затонул во время урагана в районе Кубы; команда спасена.